# Port lotniczy Dickwella
Port lotniczy Dickwella – port lotniczy położony w mieście Dickwella, w Sri Lance.